# Alberto Zarzur
Alberto Zarzur (ur. 22 grudnia 1912 w Rio de Janeiro, zm. 7 lipca 1958) – brazylijski piłkarz grający na pozycji ofensywnego pomocnika.

## Kariera klubowa
Alberto Zarzur karierę piłkarską rozpoczął w 1930 roku w klubie Atlético Santista São Paulo, w którym grał do 1932. Następnym etapem jego kariery było São Paulo da Floresta. W 1935 zaliczył krótką przygodę z argentyńskim San Lorenzo de Almagro. Po powrocie do ojczyzny w 1935 grał w CR Vasco da Gama. Ostatnim etapem jego kariery była gra w São Paulo FC, gdzie zakończył karierę w 1945. Z São Paulo FC dwukrotnie zdobył mistrzostwo Stanu São Paulo – Campeonato Paulista w 1943 i 1945.

## Kariera reprezentacyjna
19 stycznia 1937 roku Alberto Zarzur zadebiutował w reprezentacji Brazylii w meczu z reprezentacją Urugwaju podczas Copa América 1937. Brazylia na Copa América 1937 zajęła trzecie miejsce. W 1939 i 1940 Zarzur wystąpił w spotkaniach o Copa Julio Roca oraz Copa Rio Branco 1940. Właśnie w spotkaniu z Urugwajem o Copa Rio Branco 31 marca 1940 Zarzur wystąpił po raz ósmy i ostatni w barwach canarinhos.